# جزيرة نصيب (ميدي)

تعديل مصدري - تعديل

جزيرة نصيب هي إحدى جزر مديرية ميدي التابعة لمحافظة حجة.